# Дзвоники середні
Дзвоники середні (Campanula medium) — найвідоміший вид дзвоників, який широко використовується в квітникарстві. Родом з Південно-Західної Європи. У культуру введений в XVI столітті. В даний час у дикому вигляді не зустрічається. В озелененні використовується для клумб, поодиноких і групових посадок на газоні, контейнерного квітникарства.

## Опис

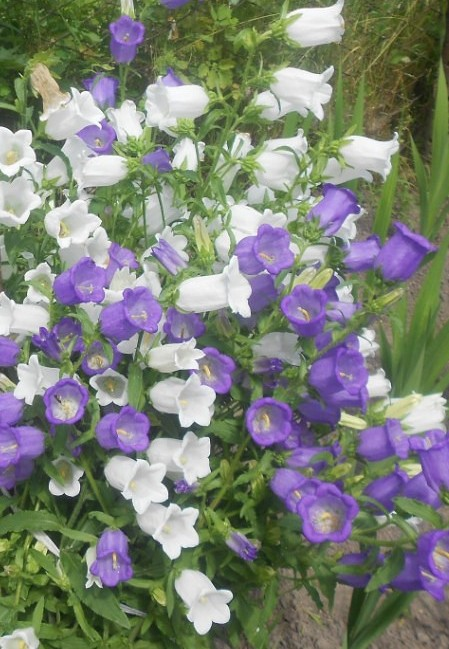
Декоративні форми дзвоників середніх, Україна

Дзвоники середні — дворічна рослина, висотою 50–100 см. У південних країнах зацвітає в рік посіву. В умовах України, Білорусі та середньої смуги Росії в рік посіву утворює товстий корінь циліндричної форми і листову розетку, а на другий рік квітконосне пагіння з яйцювато-ланцетним листям. Великі квіти до 7 см в діаметрі ніжно- і темно-блакитного, синього, бордового, фіолетового, рожевого чи білого кольору, зібрані в суцвіття. Цвіте з червня по серпень. Весь цей час кущ рясніє простими, махровими або напівмахровими квітками. Насіння дрібне (в 1 г — 4500 шт.), сіро-буре, дозріває у серпні — вересні. Дає самосів. Зазвичай на другому році рослина завершує життєвий цикл, утворюючи насіння. Іноді у деяких рослин від кореневої шийки на другий рік розвиваються молоді пагони, які зацвітають на третій рік, але тільки за умови м'якої зими. Цвітіння в цьому випадку не таке рясне.
Має численні різновиди і форми.

## Вирощування
Віддає перевагу легкому ґрунту з високим вмістом поживних речовин, досить зволожену, з нейтральною кислотністю. У місцях, де застоюється вода, рослини в зимовий період випрівають. Під перекопування на 1 м2 вносять 3 кг перепрілого гною і 40 г золи. Після першого року розетку листя бажано вкривати на зиму шаром торфу завтовшки 3-5 см або опалим листям — 10 см. Наступної весни рослини можна підживити азотними добривами (сечовина, аміачна селітра з розрахунку 20-30 г/м2), а в період «бутонізації — початку цвітіння» також внести комплексне мінеральне добриво (нітрофоска, дженджик Універсал −2 тощо) у кількості 30-40 г/м3.
Догляд полягає в своєчасному прополюванні й розпушуванні, забезпеченні поливу в суху і жарку погоду. Зів'ялі квіти слід видаляти.
Насіння на розсаду висівають в кінці квітня — травні в розсадні ящики або міні-парники. Ґрунт складають з дернової, листової землі і піску (6:3:1), добре вимішують, щоб не було грудок. Насіння не закладають, розкладають їх поверхнево, злегка придавлюють їх до ґрунту. Посіви вкривають плівкою. При температурі ґрунту 18-22 °C сходи з'являються через 20-30 днів. Через 15-20 днів після сходів дзвоник середній висаджують у ґрунт на відстані 10-15 см. Допускається висівання безпосередньо у ґрунт. За відсутності дощів необхідний полив.
Дзвоники середні дуже красиво і ефектно виглядають в букетах, зберігаючи свою декоративність у воді до 10 днів.
| Гібіскус | Це незавершена стаття про квіткові рослини. Ви можете допомогти проєкту, виправивши або дописавши її. |